# Calocarcelia orellana
Calocarcelia orellana là một loài ruồi trong họ Tachinidae.